# Michael Lusch
Michael Lusch (ur. 16 czerwca 1964 w Hamm) – niemiecki piłkarz występujący na pozycji pomocnika lub napastnika.

## Kariera klubowa
Lusch jest wychowankiem Germanii Hamm. W sezonie 1982/1983 trafił do pierwszoligowej Borussii Dortmund. W niemieckiej ekstraklasie zadebiutował 18 września 1982 w wygranym 2:0 meczu z FC Schalke 04. 4 września 1984 w wygranym 4:1 pojedynku z Waldhof Mannheim Lusch strzelił pierwszego gola w trakcie gry w lidze niemieckiej. Przez pierwsze cztery sezony pełnił rolę rezerwowego w Borussii. Jej podstawowym graczem stał się od początku sezonu 1986/1987. W sezonie 1988/1989 zdobył z klubem Puchar Niemiec. W 1992 roku wywalczył z Borussią wicemistrzostwo Niemiec, a w 1993 roku wystąpił z nią w finale Pucharu UEFA, gdzie jego klub przegrał finałowy dwumecz z Juventusem. W Borussii Lusch spędził 11 lat. W sumie rozegrał tam 203 ligowe spotkania, w których zdobył 10 bramek.
Latem 1993 roku odszedł do innego pierwszoligowca - 1. FC Kaiserslautern. W sezonie 1993/1994 wywalczył z klubem wicemistrzostwo Niemiec, a w następnym sezonie uplasował się z FCk na 4. miejscu w lidze. W Kaiserslautern spędził dwa sezony. Łącznie zagrał tam w 44 ligowych meczach.
W 1995 roku przeszedł do KFC Uerdingen 05, podobnie jak jego dotychczasowy klub występującego w Bundeslidze. W pierwszym sezonie zajął z klubem ostatnie, 18. miejsce w lidze i spadł z nim do drugiej ligi. Wówczas odszedł do trzecioligowego Schwarz-Weiß Essen, gdzie grał przez dwa kolejne lata. Od 1998 roku grał dla Rot-Weiss Essen, w którym w 2000 roku zakończył karierę.

## Kariera reprezentacyjna
W 1984 roku Lusch rozegrał jedno spotkanie w reprezentacji RFN U-21.

## Po zakończeniu kariery
Po zakończeniu kariery, w 2003 roku Lusch został asystentem trenera w Rot-Weiss Essen. Tę funkcję pełnił przez rok, a potem został skautem Rot-Weiss Essen. W tej roli pracował dla klubu przez rok. W 2005 roku objął stanowisko asystenta trenera Rot-Weiß Oberhausen, które piastował do 2006 roku. Od tego czasu pozostaje bez pracy.